# BeamFlex
BeamFlex — технологія «адаптивних антен», що розроблена і запатентована компанією Ruckus Wireless. Ця технологія дозволяє збільшити дальність розповсюдження сигналу Wi-Fi, покращити стабільність з'єднання клієнтів з точками бездротового доступу та підвищити пропускну здатність бездротового з'єднання.

## Алгоритм роботи та опис
Апаратною основою BeamFlex є компактна, програмно керована антенна ґратка з великою кількістю антенних елементів на кожен з діапазонів (2,4 і 5 ГГц), до того ж у двох площинах — вертикальній та горизонтальній. Ці антенні елементи можуть динамічно об'єднуватись щоб формувати унікальні діаграми спрямованості (приміром, для точки ZoneFlex R710 їх — більше 4-х тисяч) . У бібліотеці пристрою заздалегідь записано комбінації роботи антенних елементів для створення багатьох варіантів діаграми спрямованості, що можуть бути вибрані залежно від місця розташування клієнтського пристрою.
Система експертного програмного забезпечення BeamFlex постійно вивчає довкілля з усіма його несприятливими факторами та джерелами електромагнітного випромінювання, зокрема деструктивні для радіозв'язку чинники, численні приєднані клієнтські пристрої, проблеми з продуктивністю мережі, а також потоки даних від прикладних програм. Потім система BeamFlex для кожного з приєднаних пристроїв у режимі реального часу вибирає оптимальну діаграму спрямованості антени, що суттєво зменшує радіо-завади та знижує шум в сусідніх мережах і пристроях.
На відміну від ненаправлених (з круговою діаграмою спрямованості) антен, які завжди випромінюють сигнал в усіх напрямках, система BeamFlex спрямовує максимум енергії в напрямку найкращого шляху до конкретного приймального пристрою. І на відміну від фіксованих спрямованих антен, система BeamFlex для передавання кожного пакета динамічно перелаштовує свій «промінь» на основі інформації про розташування клієнтських пристроїв, унаслідок чого досягається кругове охоплення клієнтів.
| Підсилення сигналу в системі BeamFlex | Клієнтських пристроїв можуть бути десятки чи сотні, вони можуть бути розташовані в різних напрямках від точки доступу, і кожної миті буде формуватися індивідуальна діаграма спрямованості («індивідуальний промінь») для кожного клієнта (або групи клієнтів, якщо вони розташовані в одному секторі). За інформацією виробника і незалежними тестами: - антени, що використовуються в системі BeamFlex, забезпечують коефіцієнт підсилення до 9 дБі та рівень заглушення завад до 17 дБ; - завдяки технології BeamFlex і високочутливим антенним елементам вдається усунути «мертві» зони, що в результаті забезпечує збільшення дальності дії та продуктивності мережі Wi-Fi до 300%; - забезпечується найкраща в галузі чутливість прийому Wi-Fi — прийом може здійснюватися з рівнем потужності корисного сигналу до -100 дБм. |

Подальшим удосконаленням технології «адаптивних антен» є технологія BeamFlex+, що забезпечує покращену підтримку мобільних пристроїв. Крім адаптації до просторового розташування клієнтського пристрою, BeamFlex+ дозволяє антенам точки бездротового доступу адаптуватися до просторової орієнтації цього пристрою клієнта.
Відомо, що електромагнітне випромінювання антени має властивість поляризації. Для кращої продуктивності, поляризації антен обох сторін бездротового зв'язку (приміром, точки бездротового доступу та клієнта) мають збігатися. Насправді ж, поляризація антен мобільних пристроїв майже ніколи не збігається з поляризацією антен точки бездротового доступу, до якої вони приєдналися: власники мобільних пристроїв (смартфонів, планшетів тощо) зазвичай тримають свої пристрої в різноманітних положеннях і самі зазвичай рухаються, обертаються.
Зміна просторової орієнтації клієнтського пристрою може призвести до різниці в продуктивності у 2,5 рази. Технологія BeamFlex+ усуває цю мінливість і забезпечує оптимальну продуктивність за будь-якої орієнтації клієнтського пристрою.
| Для цього антенні елементи BeamFlex+ мають дві різні поляризації (вертикальну та горизонтальну). Сигнали, що приймаються на антенні елементи з різною поляризацією, програмно об'єднуються на точці бездротового доступу таким чином, щоб максимізувати співвідношення корисного сигналу до рівня шуму, що дозволяє забезпечити максимально можливу продуктивність. Це дає такий самий результат, ніби точка бездротового доступу в режимі реального часу фізично узгоджує поляризацію своїх антен з клієнтським пристроєм. За інформацією виробника ця технологія може покращити співвідношення сигнал/шум на додаткових 3-5 дБ. | Диверсифікація поляризації електромагнітних хвиль у системі BeamFlex+ |

BeamFlex не слід плутати з Tx BeamForming: BeamFlex є фірмовою технологією компанії Ruckus Wireless і працює одночасно з BeamForming, набагато покращуючи результат від останнього.
За результатами незалежних лабораторних досліджень, технологія BeamFlex дає підвищення пропускної спроможності з'єднання в 1,5-3 рази у порівнянні з Tx BeamForming.

## Галерея
| Антени Ruckus Wireless ZoneFlex R700, indoor access point  | Антени Ruckus Wireless ZoneFlex 7762, outdoor access point  | Антени Ruckus Wireless ZoneFlex T710, outdoor access point |
| Антени Ruckus Wireless ZoneFlex T300, outdoor access point | Антени Ruckus Wireless ZoneFlex T301n, outdoor access point |                                                            |